# Nesquehonite
La nesquehonite è un minerale formato da carbonato di magnesio tri-idrato che si forma per disidratazione della lansfordite.